# CGC Viareggio 2009-2010
Questa voce raccoglie le informazioni riguardanti del CGC Viareggio nelle competizioni ufficiali della stagione 200-2010.

## Stagione
Trentesima stagione di massima serie, A1. Ultima stagione dopo dieci anni di Alessandro Cupisti. Il bilancio può dirsi positivo, anche se è mancata un po' di fortuna, per portare a casa il primo titolo della storia. Ricordiamo le due finali scudetto e la finale di Coppa Italia (seconda volta dal 1976) in questa stagione. Proprio quest'ultima è stata persa per una decisione dubbia degli arbitri come riportano le cronache contro il Follonica.
C'è molta delusione per il settimo posto in campionato, nonostante sia praticamente la stessa squadra arrivata terza l'anno precedente.
Per la seconda volta in Eurolega, il CGC viene eliminato dal Valdagno e dal Porto nella fase a gironi.

## Maglie e sponsor
| 1ª divisa | 2ª divisa |

## Organigramma societario
- Presidente: Alessandro Palagi
- Vicepresidente: Massimo Barozzi
- Consiglieri: Renzo Pardini
- Direttore sportivo:
- Segretaria:
- Addetto stampa:

## Organico

### Giocatori
Dati tratti dal sito internet ufficiale della Federazione Italiana Sport Rotellistici.
| N° | Naz.                 | Ruolo    | Sportivo          |  |  |  |
| -- | -------------------- | -------- | ----------------- |  |  |  |
|    | Italia (bandiera)    | Portiere | Francesco Limena  |  |  |  |
|    | Italia (bandiera)    | Esterno  | Juan Travasino    |  |  |  |
|    | Italia (bandiera)    | Esterno  | Emiliano Brunelli |  |  |  |
|    | Italia (bandiera)    | Portiere | Leonardo Barozzi  |  |  |  |
|    | Argentina (bandiera) | Esterno  | Martin Montivero  |  |  |  |
|    | Italia (bandiera)    | Esterno  | Andrea Deinite    |  |  |  |
|    | Italia (bandiera)    | Esterno  | Nicola Palagi     |  |  |  |
|    | Italia (bandiera)    | Esterno  | Francesco Dolce   |  |  |  |
|    | Italia (bandiera)    | Esterno  | Leonardo Squeo    |  |  |  |
|    | Italia (bandiera)    | Esterno  | Alberto Orlandi   |  |  |  |

### Staff tecnico
- 1º Allenatore:  Alessandro Cupisti
- 2º Allenatore: n.a.
- Meccanico: